# پایگاه هوایی پورت پروتکشن
 پایگاه هوایی پورت پروتکشن (به انگلیسی: Port Protection Seaplane Base) یک فرودگاه همگانی بهره‌برداری هوایی با کد یاتا PPV است که یک باند فرود آب دارد و طول باند آن ۱۲۱۹ متر است. این فرودگاه در کشور ایالات متحده آمریکا قرار دارد و در ارتفاع ۰ متری از سطح دریا واقع شده است.